# Malthodes curticornis
Malthodes curticornis es una especie de coleóptero de la familia Cantharidae.

## Distribución geográfica
Habita en Guangxi (China).